# San Damiano d'Asti
San Damiano d'Asti är en ort och kommun i provinsen Asti i regionen Piemonte i Italien. Kommunen hade 8 305 invånare (2018).